# ژان دو شولاندر
ژان دو شولاندر (به فرانسوی: Jean de Schelandre) شاعر و نمایش‌نامه نویس قرن شانزدهم میلادی اهل فرانسه است.